# Trentepohlia fimbriata
Trentepohlia fimbriata är en tvåvingeart som beskrevs av Edwards 1933. Trentepohlia fimbriata ingår i släktet Trentepohlia och familjen småharkrankar. Inga underarter finns listade i Catalogue of Life.